# Папуга-віхтьохвіст сулуйський
Папуга-віхтьохвіст сулуйський (Prioniturus verticalis) — вид папугоподібних птахів родини Psittaculidae. Ендемік Філіппін.

## Опис
Довжина птаха становить 28-30 см, не враховуючи видовжені пера на хвості, які сягають 5-6 см. Забарвлення переважно зелене, голова яскраво-зелена, тім'я яскраво-синє, у самців на тімені є червона пляма. Нижня частина тіла жовтувато-зелена, крила темно-зелені. Два центральних стернових пера видовжені, мають голі стрижні, на кінці у них синюваті "віхті". Крайні стернові пера на кінці чорні. Дзьоб сіруватий.

## Поширення і екологія
Сулуйські папуги-віхтьохвости є ендеміками островів Сулу, переважно на острові Таві-Таві. Вони живуть у вологих рівнинних тропічних лісах, на узліссях, і в мангрових заростях. Зустрічаються парами. Живлятся плодами і квітками. Сезон розмноження триває з вересня по січень, гніздяться в дуплах дерев.

## Збереження
МСОП класифікує цей вид як такий, що перебуває на межі зникнення. За оцінками дослідників, популяція сулуйських папуг-віхтьохвостів становить від 75 до 375 птахів. Їм загрожує знищення природного середовища. На деяких островах сулуйські папуги-віхтьохвости, імовірно, вимерли.